# Jiaoling
Jiaoling, även romaniserat Chiuling, är ett härad i staden Meizhou i provinsen Guangdong i sydöstra Kina. 
Jiaoling är indelat i åtta köpingar och en administrativ enhet på sockennivå.
Köpingar (zhen):

- Changtan (长潭镇)
- Guangfu (广福镇)
- Jiaocheng (蕉城镇)
- Lanfang (蓝坊镇)
- Nanca (南礤镇)
- Sanzhen (三圳镇)
- Wenfu (文福镇)
- Xinpu (新铺镇)

Administrativ enhet på sockennivå:
- Huaqiao Nongchang  jordbruk (华侨农场)